# Ларнака (окръг)
Ларнака е един от шестте окръга на Кипър. Главен град е Ларнака. Малка част от окръга е окупирана от Турската армия през 1974 г.
Ларнака разполага с пристанище, както и с най-важното летище на острова. В Ларнака се намира и джамията Хала Султан Теке. Окръг Ларнака е с население от 143 192 жители (2011 г.).

## Селища
- Агия Анна
- Агии Вавацинияс
- Агиос Теодорос
- Аламинос
- Алетрико
- Анафотия
- Англисидес
- Апланда
- Арадипу
- Арсос
- Атиену
- Авделеро
- Вавациния
- Вавла
- Деликипос
- Дромолаксия
- Зиги
- Коси
- Калавасос
- Кало Хорио
- Като Дрис
- Келия
- Кити
- Кивисили
- Клавдия
- Кофину
- Корнос
- Ксилофагу
- Ксилотимву
- Лая
- Ларнака
- Левкара
- Ливадия
- Мари
- Марони
- Мазотос
- Мелини
- Мелусия
- Менеу
- Меноя
- Мосфилоти
- Оду
- Ора
- Ормидия
- Ороклини
- Пергамос
- Перволия
- Петрофани
- Псематисменос
- Псевдас
- Пила
- Пирга
- Скарину
- Софтадес
- Терсефану
- Тохни
- Треметусия
- Трули
- Хирокития